# 항일구국연맹
항일구국연맹(抗日救國聯盟)은 1931년 10월 말 상하이 프랑스 조계에서 한국·중국·일본 세 나라의 아나키스트들이 결성한 국제적인 항일무장투쟁단체이다. 한국의 이회영과 정화암, 중국의 왕아추(王亞椎), 화균실(華均實), 일본의 전화민(田華民：일명 佐藤), 오세민(吳世民：일명 伊藤) 등이 참여하였다. 항일구국연맹은 산하조직으로 5개 부서와 직접 행동대인 흑색공포단을 두었다. 흑색공포단은 친일화한 중국 외교부장 왕정휘(汪精衛) 암살기도 저격사건과 복건성 아모이(廈門)의 일본영사관 폭파로써 의열투쟁의 포문을 열었다.

## 내용

### 결성 (1931)
1931년 9월 일제가 만주를 침략해 대일전쟁이 본격화되자, 재중 한인의 한인단체들이 국제연합전선 결성에 더욱 박차를 가했다.
1931년 10월 말 상하이 프랑스 조계에서 한국·중국·일본 세 나라의 아나키스트들이 항일구국연맹을 결성하였다. 한국의 이회영과 정화암, 중국의 왕야차오(王亞椎)·화쥔스(華均實), 일본의 전화민(田華民：일명 佐藤)·오세민(吳世民：일명 伊藤) 등이 참여하였다.
1931년 11월 동방아나키스트 연맹의 간부를 맡았던 중국의 왕야차오, 화쥔스 등 7명, 한국의 이회영·정화암·백정기 등 7명과 일본인(佐野一郞, 伊藤) 등이 모여 항일구국연맹을 결성하였다. 항일구국연맹은 국제연대의 취지에 맞게 조선인부와 중국인·일본인부를 두었고, 대만인부와 미국인부를 증설하는 등 국제연합기구로의 확장을 꾀하였다.
이회영이 항일구국연맹의 의장격인 기획위원을 맡았고 왕야차오가 무기와 재정 조달을 책임졌다.
항일구국연맹은 일제기관 파괴, 일제 요인 암살, 중국 친일분자 숙청을 주요 활동목표로 설정하였다.
항일구국연맹은 산하조직으로 5개 부서와 직접 행동대인 흑색공포단을 두었다.

### 흑색공포단의 활동
항일구국연맹은 행동부를 두었는데, 흑색공포단(黑色恐怖團)으로 불린 행동부는 친일화한 중국 외교부장 왕정휘(汪精衛) 암살기도 저격사건과 복건성 아모이(廈門)의 일본영사관 폭파로써 투쟁을 시작하였다. 흑색공포단은 백정기의 주거지에서 결성되었으며, 중국인과 일본인도 포함된 연합 단체이지만 핵심은 남화한인청년연맹 맹원들이었다.
1931년 12월 항일구국연맹 행동부(흑색공포단)은 톈진의 일제 기관들에 대한 기습공격을 감행했는데, 이용준(李容俊)이 일본총영사 관저에, 유기문(柳基文)이 부두에 정박 중인 11,000톤급 일본 기선에, 유기석(柳基石)이 일본군 병영 막사에 폭탄을 던졌다. 그러나 투탄 결과는 각각 담장 일부 파괴, 수중 폭발, 불발로 그치고 말았다.
1933년 흑색공포단은 중국 주재 일본 대사를 암살하려다 미수에 그쳤다. 이 사건으로 백정기와 원심창, 이강훈이 체포되었고, 백정기는 옥사하였다.

## 같이 보기
- 남화한인청년동맹
- 이회영
- 정화암
- 백정기
- 원심창
- 이강훈